# Sturmiusz z Fuldy
Sturmiusz z Fuldy także niem. Sturm lub Sturmi, łac. Sturmius, wł. Sturmio OSB (ur. przed 720, zm. 17 grudnia 779) – duchowny Kościoła rzymskokatolickiego (prezbiter), pierwszy opat klasztoru w Fuldzie (744/754–763, 765–779), święty Kościoła rzymskokatolickiego, prawosławnego i anglikańskiego.

## Życiorys
Sturmiusz urodził się przed 720 rokiem w Górnej Austrii. Około 735 roku poznał św. Bonifacego. Wykształcenie otrzymał pod kierunkiem św. Wigberta w klasztorze benedyktyńskim we Fritzlarze. W latach 736–743/744 mieszkał w osadzie w Hersfeld. Około 746 roku przyjął sakrament święceń kapłańskich. Następnie działał jako misjonarz na terenie obecnej Hesji.
Współpracował ze św. Bonifacym, m.in. przy zakładaniu i budowie opactwa w Fuldzie w 742 roku, którego został pierwszym opatem. W latach 747–748 przebywał w klasztorze benedyktyńskim na Monte Cassino, gdzie przygotowywał się do objęcia funkcji opata. W 751 roku uzyskał dla opactwa w Fuldzie przywilej egzempcji. Po męczeńskiej śmierci św. Bonifacego, sprowadził jego szczątki do Fuldy w 754. Sturmiuszowi udało się ponadto pozyskać wielu darczyńców na rzecz opactwa.
Jego działalność wzbudziła niechęć arcybiskupa Moguncji Lula, który chciał przejąć opactwo w Fuldzie. Sturmiuszowi zarzucono zdradę i zesłano w 763 roku do Jumièges w Normandii. Sturmiusz został zrehabilitowany za wstawiennictwem Pepina Krótkiego w 765 roku, a opactwo w Fuldzie przeszło na rzecz króla i otrzymało status Reichsabtei.
Karol Wielki darzył Sturmiusza zaufaniem i zlecił mu chrystianizację Saksonii (obecnie tereny kraju związkowego Dolna Saksonia). W 774 roku uzyskał dla opactwa w Fuldzie immunitet cesarski. W 779 roku towarzyszył Karolowi Wielkiemu w wyprawie przeciwko Sasom. Zachorował podczas wyprawy i wrócił do Fuldy, gdzie zmarł 17 grudnia.
Sturmiusz został kanonizowany podczas drugiego soboru laterańskiego w 1139 roku. Żywot św. Sturmiusza Vita Sturmi sporządził Eigil z Fuldy – mnich, krewny i uczeń Sturmiusza. Jego wspomnienie liturgiczne obchodzone jest w dies natalis.